# Majere (Kežmarok)
Majere es un municipio del distrito de Kežmarok en la región de Prešov, Eslovaquia, con una población estimada a final del año 2024 de 130 habitantes.
Se encuentra ubicado al noroeste de la región, cerca del río Poprad (cuenca hidrográfica del río Vístula) y de la frontera con Polonia.

## Demografía
| Año        | 1994 | 2004    | 2014     | 2024     |
| ---------- | ---- | ------- | -------- | -------- |
| Población  | 81   | 83      | 98       | 130      |
| Diferencia |      | +2,46 % | +18,07 % | +32,65 % |

| Año        | 2023 | 2024 |
| ---------- | ---- | ---- |
| Población  | 125  | 130  |
| Diferencia |      | +4 % |